# Compagnie de la Nouvelle France

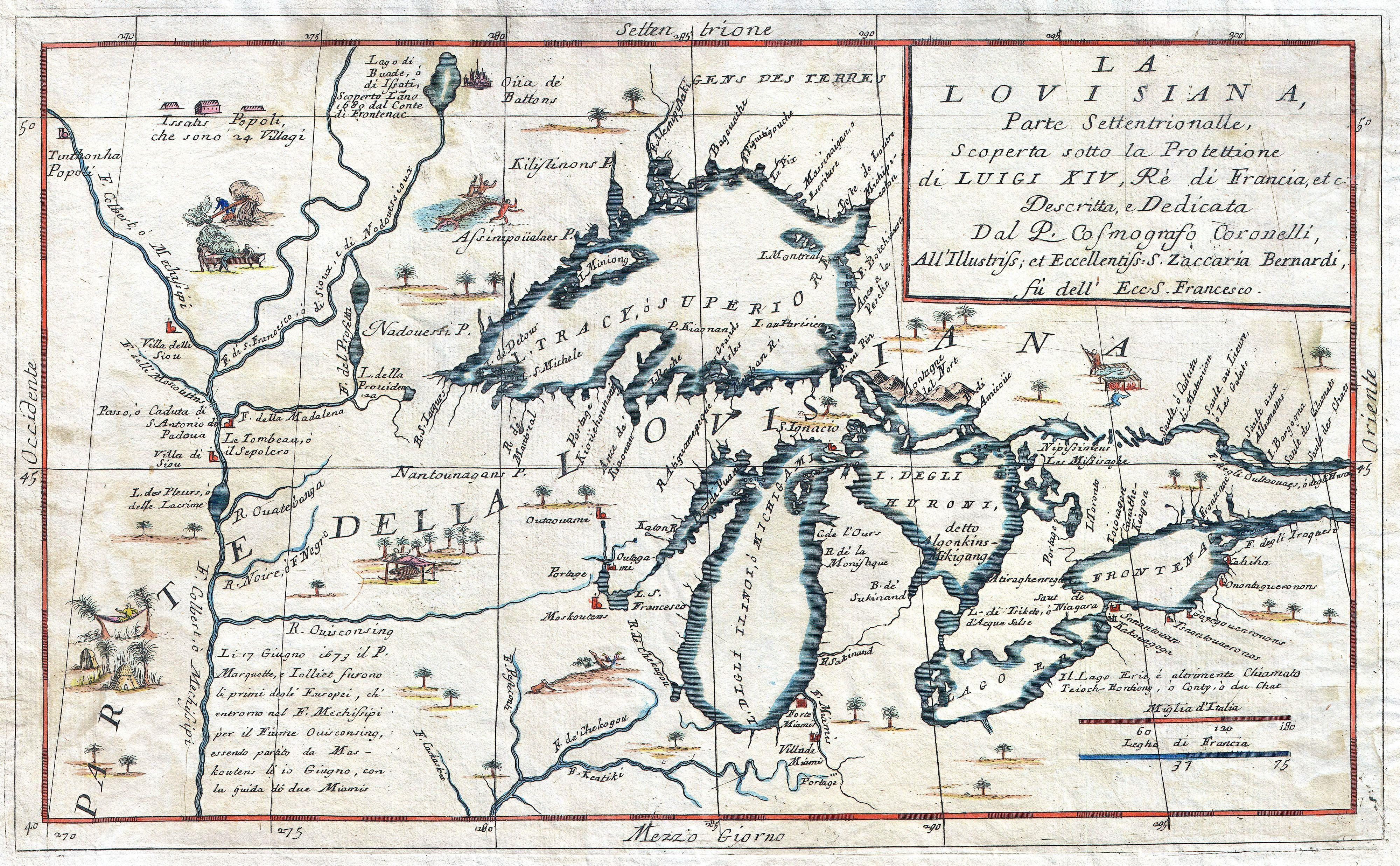
Karte der Großen Seen von Vincenzo Maria Coronelli, die 1696 im Atlante Veneto erschien. Sie stellte seinerzeit die beste Karte der Region dar.

Die Compagnie de la Nouvelle France, auch als Compagnie des Cent-Associés bezeichnet, war eine französische Handelsgesellschaft, die 1627 gegründet und von König Ludwig XIII. privilegiert wurde. Sie erhielt von Kardinal Richelieu das riesige Handelsmonopol zwischen Florida und den arktischen Gebieten und zwischen der Atlantikküste und dem in Europa noch unbekannten Westen Nordamerikas. Sie verpflichtete sich, 4000 Siedler aus Frankreich zu holen.

## Voraussetzungen
Für Kardinal Richelieu, der seit 1624 leitender Minister war, waren Kolonialpolitik und Flottenbau ebenso Mittel der Stärkung Frankreichs, wie Merkantilismus und die Festigung der Königsmacht gegenüber dem Adel. Sein Berater Isaac de Razilly (1587–1635) schlug ihm zur Verwaltung der Kolonien vor, eine staatlich kontrollierte Gesellschaft zu gründen. Am 29. April und 7. Mai 1627 erfolgte die Unterzeichnung durch Richelieu und sechs weitere Berater. Richelieu selbst machte sich zum Leiter der Gesellschaft, der den Titel Vizekönig beanspruchte. Jedes der etwas über 100 Mitglieder – daher der Name Cent-Associés – beteiligte sich mit einer Einlage von 3000 Livre, wovon 1000 sofort fällig wurden. Rund die Hälfte der Teilhaber hielt öffentliche Ämter, allein 33 führten den Titel conseiller du roi (Berater des Königs), 32 waren Kaufleute, die meisten aus Dieppe, Rouen und Paris. Hinzu kamen vermögende Kleriker und Aristokraten.
Am 6. Mai 1628 erließ Ludwig XIII. ein Edikt, in dem er die Statuten der Gesellschaft anerkannte. Darin warf er der Vorgängerorganisation Eigennutz vor, und dass sie nicht im königlichen Interesse gehandelt habe. Die 100 Teilhaber verpflichteten sich, binnen 15 Jahren 4.000 Siedler nach Nordamerika zu bringen und diese drei Jahre lang mit Lebensmitteln zu versorgen. Hugenotten sollten zwar Gewissensfreiheit genießen, jedoch keinen öffentlichen Gottesdienst abhalten dürfen – als Ludwig das Edikt erließ, wurde gerade die letzte Hochburg der Hugenotten, La Rochelle, belagert. In jede Siedlung sollten drei katholische Geistliche geschickt werden, die sowohl die Seelsorge, als auch die Mission führen sollten. Bekehrte Indianer sollten die gleichen Rechte erhalten, wie alle anderen Untertanen. Ausländern war der Zutritt untersagt.
Innerhalb ihres Monopolgebietes sollte die Gesellschaft auf unbegrenzte Zeit das alleinige Recht auf Pelzhandel besitzen und auf 15 Jahre in allen anderen Waren. Der Warenverkehr zwischen der Kolonie und dem Mutterland sollte ebenfalls 15 Jahre lang zollfrei bleiben. Nur die Fischerei sollte allen Untertanen erlaubt sein.

## Handelsmonopol und Kampf gegen Engländer (1628 bis 1645)
Einer der Anteilseigner oder associés war Samuel de Champlain, der 1608 Québec gegründet hatte. Er war von 1629 bis 1635 Generalstatthalter in Neufrankreich, eine Rolle, in der er Richelieu vertrat.
Die englischen Gegner unter David Kirke (mit seinen Brüdern James, John, Lewis und Thomas) kaperten die französische Flotte, die im April 1628 aufgebrochen war, und eroberten im nächsten Jahr am 19. Juli das ausgehungerte Québec. Zwar wurde die Kolonie im März 1632 durch den Vertrag von Susa (1629) bzw. durch den Vertrag von Saint-Germain-en-Laye (1632) zurückgegeben, doch erholte sich die Gesellschaft nicht wieder. Die Verluste beliefen sich allein in den Jahren 1628 bis 1629 auf 345.788 Livre, die Einnahmen hingegen nur auf 67.301.
Champlain hielt sich von 1629 bis 1633 in Frankreich auf und setzte die Verteidigungsanlagen von Québec 1634 wieder in Stand. Im selben Jahr gründete Sieur de Laviolette die Siedlung Trois-Rivières. Die Kirke-Brüder hatten 1633 Neufrankreich verlassen. Um gegen die Irokesen bestehen zu können, bat Champlain Richelieu am 15. August 1633 um 120 leicht bewaffnete Männer, ein Ersuchen, das er im folgenden Jahr erneut stellte. Zwar reagierte der Kardinal nicht, doch konnte Champlain durch Jean Nicollet (1598–1642) immerhin zwischen den mit Frankreich verbündeten Huronen (Wyandot) und den Winnebago am Michigansee einen Frieden vermitteln. Dadurch hatten die französischen Verbündeten und Gegner der Irokesen den Rücken frei.
Champlain starb am 25. Dezember 1635, womit die Compagnie ihren führenden Kopf verlor. Gegen die Interessen der meisten Gesellschafter, die ausschließlich am Handel interessiert waren, hatte er eine Siedlungskolonie durchgesetzt. Dabei spielte er die indianischen Gruppen gegeneinander aus, misstraute aber besonders den als Montagnais bezeichneten Stämmen, von denen er berichtet, sie würden die Franzosen gern davonjagen, um den Weg für andere Europäer freizumachen, bei denen es ihnen besser gehen würde.
Schon 1632 hatte die starke Anspannung der Staatsfinanzen durch den Dreißigjährigen Krieg und die Verluste in Nordamerika Richelieu dazu veranlasst, eine Tochtergesellschaft aus Mitgliedern der Compagnie zu gründen. Diese sollte die Kolonie fünf Jahre lang versorgen. Dafür erhielt sie sämtliche Einnahmen aus dem Pelzhandel. Die Compagnie konnte mit den verbleibenden Einnahmen kaum mehr die Besiedlung fördern.

## Übereignung des Monopols an die Siedler Neufrankreichs
Die Besiedlungsarbeit Champlains setzten die Jesuiten fort. So entstand 1637 eine Missionsstation in Sillery in der Nähe von Québec. Von dort aus missionierten die Jesuiten die nomadischen Montagnais, wobei nicht nur deren Religion, sondern auch ihre Lebensweise völlig verändert wurde. Die Gründung von Trois-Rivières diente der Mission unter den Algonkin. Unter Leitung von Jean de Brébeuf entstanden zwei weitere Missionsstationen am Südostufer der Georgian Bay, die der Mission der Huronen dienten. Ihr Stammesgebiet wurde 1639 in vier Missionsprovinzen aufgeteilt. Dabei schleppten sie ab 1634 Pocken ein. Dieser ersten Epidemie folgten 1636, 1637 und 1639 verheerende Epidemien, die etwa jeden zweiten Huronen töteten.
Die Société Notre-Dame de Montréal, eine Vereinigung von Laien und Geistlichen, die 1639/40 in Paris gegründet worden war, und die sich dem Zusammenleben von Indianern und Franzosen zur Bearbeitung des Bodens und des gemeinsamen katholischen Lebens verschrieben hatte, erhielt von der Compagnie eine Insel im Oberlauf des Sankt-Lorenz-Stroms. 40 bis 50 Handwerker und Bauern erhielten Ansiedlungsverträge mit einer Geltungsdauer von drei Jahren. 1641 gab es nur 240 Siedler. Leiter war Paul Chomedey de Maisonneuve (1612–1676), der von 1642 bis 1665 dort Gouverneur war. Dies war so umstritten, vor allem seitens der Compagnie, dass Anna von Österreich sich am 13. Februar 1644 veranlasst sah, den Anspruch der Montréaler auf einen eigenen Gouverneur zu bestätigen. Zugleich stärkte sie die Autonomie Montréals gegenüber Québec, indem sie freien Verkehr auf dem St. Lorenz zusicherte und das Recht, weitere Stationen zu gründen. Gründerin des dortigen Hospitals und Verwalterin war Jeanne Mance (1606–1673) aus Langres. Zwar begann die Besiedlung im Frühjahr 1642, doch die Irokesen versuchten die Expansion zu stoppen. Dennoch lebten hier 1663 bereits 596 Siedler, 1666 waren es bereits 760. 1657 hatte Anna von Österreich der Kolonie die Aufnahme von Priestern der Société de St. Sulpice gestattet, der in Montréal ein Seminar gründete. 1658 folgte eine Mädchenschule.
Gouverneur der Compagnie de la Nouvelle France war von 1636 bis 1648 Charles Huault de Montmagny. Unter ihm vergab die mit über 400.000 Livre verschuldete Compagnie ihre Rechte und Pflichten der Communauté des habitants (Compagnie des habitants) weiter, die ihrerseits von 1645 bis 1663 ein Pelzhandelsmonopol besaß. Diese Gesellschaft war allerdings nur dem Namen nach die Gemeinschaft aller Siedler. Die Siedler wurden in drei Vermögensklassen eingeteilt, eine Einteilung, die alle vier Jahre geprüft werden sollte. Nur wenige Vermögende beherrschten sie. Als Gegenleistung mussten sie zusagen, jährlich mindestens 20 Siedler nach Nordamerika zu bringen, dazu kamen pro Jahr 1000 Livre sowie die Verwaltungskosten. Die administrative Leitung übernahmen directeurs. Am 6. September 1645 untersagten sie allen Siedlern den Pelzhandel. Nach zwei Jahren der Unruhe, des Widerstands und des Brief- und Petitionswechsels setzte der königliche Rat der Gesellschaft einen Aufsichtsrat vor. Dieses Gremium nannte man bald Conseil de Québec. Zu ihm gehörten neben dem Gouverneur der Superior der Jesuiten, der Gouverneur von Montréal, sowie gewählte Vertreter (syndics) der drei größten Siedlungen Québec, Montréal und Trois-Rivières, die jedoch kein Stimmrecht besaßen. Ab dem 5. März 1648 kamen zwei Vertreter der habitants, der Bewohner, und der Gouverneur von Trois-Rivières hinzu. Sie besaßen Stimmrecht.  Mit königlichem Edikt vom 27. März 1647 wurde wieder allen der Pelzhandel gestattet. 1648 wurde den Männern, die bei weit entfernten Stämmen tätig waren, der Pelzerwerb gestattet, solange sie nicht auf eigene Rechnung damit Handel trieben. Dies legalisierte die Tätigkeit mehrerer hundert Waldläufer, die eine zunehmende Bedeutung gewannen.
1652 geriet die Gesellschaft in Zahlungsschwierigkeiten. Der Conseil de Québec erklärte den Pelzhandel für frei, so dass jeder in Neufrankreich ihn ausüben konnte. 1657 wurden die habitants erneut gestärkt, die Bereicherungsmöglichkeiten der gehobenen Chargen begrenzt. Die Jesuiten schieden auf eigenen Wunsch aus der Leitung aus. 1663 brach die Gesellschaft ebenfalls zusammen.
Bereits 1635 war es den Mohawk mit niederländischen Gewehren gelungen, das Pelzhandelsmonopol der Mohegan zu brechen. Ihre Angriffe veranlassten die Franzosen, das Verbot der Ausgabe von Gewehren an Indianer 1640 aufzuheben. 1645 bis 1648 herrschte zwar vertragsgemäß Frieden zwischen Mohawk und Franzosen, aber die Kämpfe flammten erneut auf und führten zur weitgehenden Vernichtung und Vertreibung der Huronen und anderer großer Stämme an den Großen Seen.
Gleichzeitig nahm die Spannung zwischen dem Bischof von Québec und den Gouverneuren zu. 1660 bezeichnete Bischof Laval den Verkauf von Alkohol an die Indianer als Todsünde. In einem scharfen Konflikt musste nun Paris entscheiden, das den Gouverneur abberief.
Am 24. Februar 1663 wurde das Privileg der Cent-Associés widerrufen und Canada wurde eine königliche Provinz. Die staatliche Förderung übernahm ein Repräsentant des Königs, zunächst Intendant Louis Robert de Fortel, ab 1665 Jean Talon. Für den Überseehandel zwischen Kolonie und Mutterland wurde die Compagnie des Indes Occidentales Françaises, siehe Französische Westindienkompanie, zuständig.

## Feudalherrschaft
Robert Giffard de Moncel erhielt 1634 als einer der ersten ein Lehen nahe Québec. Seine Aufgabe bestand darin, das Land zu erschließen. Er besaß das Recht auf die Getreidemühlen und andere Einrichtungen, wofür er die zugehörigen Abgaben von einem Vierzehntel (banalité) einzog. Als eine Art Vasallendienst gegenüber dem König baute er Brücken und Straßen, und er trug Sorge für die niedere Gerichtsbarkeit, aus der er wiederum Einnahmen bezog. Bis 1663 hatten nur zehn der siebzig Grundherrschaften eine nennenswerte Ansiedlung zustande gebracht, die meisten Franzosen lebten um Québec und Montréal.
Die Coutume de Paris, das System der französischen Feudalherrschaft, wurde offiziell 1640 eingeführt. Sie stand in Gegensatz zum britischen, eher gemäßigten Feudalismus. Hinzu kam der scharfe Gegensatz innerhalb der französischen Gruppe, denn die Konfessionskriege Europas wurden auch in Nordamerika ausgetragen.
Das spätere Neuschottland, Acadie genannt, wurde zunächst ebenfalls als Grundherrschaft ausgegeben, doch endete sie im Tal von Annapolis bereits nach wenigen Jahrzehnten und führte zu freiem Landbesitz. Ursache waren die von 1631 bis 1642 und von 1653 bis 1657 wütenden Kriege zwischen dem Hugenotten Charles de Saint-Étienne de la Tour, dem Gouverneur von Akadien, und dem Katholiken Charles de Menou d'Aulnay. Während La Tour von Mi'kmaq und Abenaki sowie den Händlern unterstützt wurde, standen hinter d’Aulnay einflussreiche Männer bei Hof.